# Julius von Verdy du Vernois

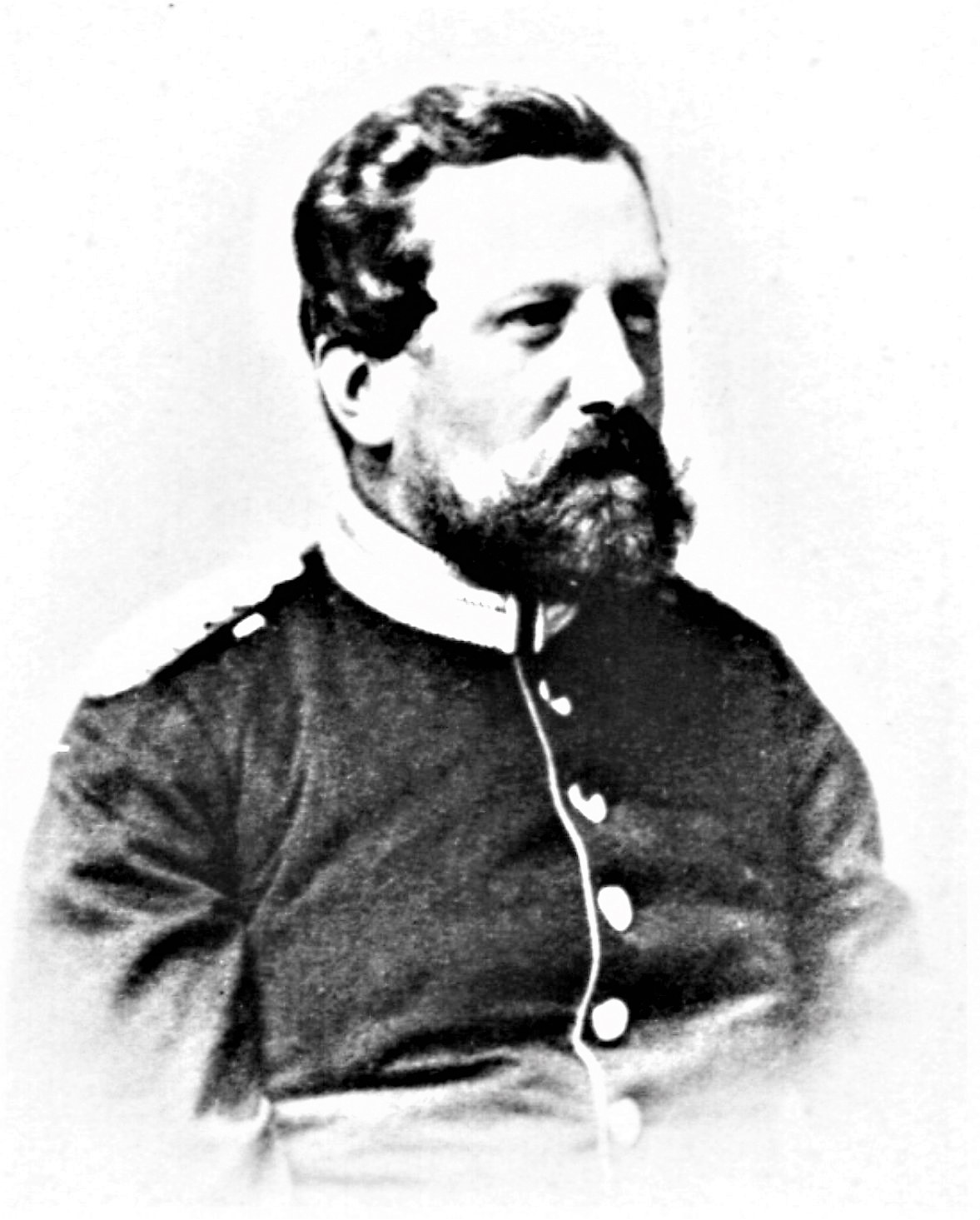
Julius von Verdy du Vernois.

Julius von Verdy du Vernois (19 tháng 7 năm 1832 – 30 tháng 9 năm 1910) là một tướng lĩnh và sĩ quan tham mưu của Phổ, có nguồn gốc Huguenot. Trên cương vị là Cục trưởng Cục tình báo của Bộ Tổng tham mưu, ông cùng với Schellendorff được biết đến như một trong những "á thần" hàng đầu của Bá tước Moltke trong việc điều hành chiến lược của cuộc Chiến tranh Pháp-Đức (1870 – 1871). Về sau này, ông trở thành một trong những tác giả quân sự viết nhiều, có ảnh hưởng lớn nhất của Đức, và đã kế nhiệm Schellendorff giữ chức vụ Bộ trưởng Chiến tranh Phổ.

## Cuộc đời và sự nghiệp
Ông đã chào đời tại Freystadt, Schlesien vào ngày 19 tháng 7 năm 1832, trong một gia đình có nguồn gốc từ Pháp. Vào năm 1850, ông đã gia nhập lực lượng bộ binh Phổ. Sau một vài năm tham gia cấp trung đoàn, ông đã lọt vào tầm mắt của Bá tước Moltke, vị Tổng tham mưu trưởng mới được bổ nhiệm của Phổ, và khi cuộc Chiến tranh Bảy tuần bùng nổ (1866), ông được bổ nhiệm làm thiếu tá trong bộ tham mưu của Tập đoàn quân số 2 (dưới quyền chỉ huy của Thái tử Friedrich Wilhelm). Ông đã tham gia chiến đấu trong chiến dịch ở vùng thượng lưu sông Elbe và trận đánh Königgrätz-Sadowa, trong đó quân đội Áo bị đánh đại bại.
Không lâu sau đó, ông được phong quân hàm thượng tá, và vào năm 1867, ông được bổ nhiệm làm Cục trưởng Cục tình báo của Bộ Tổng tham mưu, từ đó ông trở thành một trong những cộng sự thân cận nhất của Moltke. Trên cương vị này, ông đã phục vụ tại đại bản doanh của quân đội Đức trong suốt cuộc Chiến tranh Pháp-Đức (1870 – 1871), và được biết đến như là một trong những "á thần" trứ danh của Moltke. Ông đã được triển khai trong những sứ mệnh quan trọng nhất của Đức. Chẳng hạn như vào ngày 2 tháng 8 năm 1870, ông được gửi đến để khích lệ Tập đoàn quân số 3 do Thái tử thống lĩnh mở một đợt tấn công mạnh mẽ vào Alsace. Vernois mãn nguyện khi được biết rằng ngày 4 tháng 8 là thời điểm sớm nhất mà Leonhard Graf von Blumenthal, tham mưu trưởng của Friedrich Wilhelm, dự đoán sẽ tấn công. Cũng trong tháng đó, ông được phái đến thông báo cho Thái tử Albert của Sachsen về những dự kiến chiến lược của bộ tổng chỉ huy trong giai đoạn máu lửa của chiến dịch Sedan.
Sau khi cuộc chiến tranh chấm dứt, ông tiếp tục phụng sự trong Bộ Tổng tham mưu, và cũng giảng dạy tại Học viện Chiến tranh (Kriegsakademie). Trên cương vị là giảng viên của học viện, ông đã triển khai một hệ thống giáo dục chiến thuật toàn diện, và đây được xem là một kết quả tất yếu của các hoạt động của ông. Phương pháp của ông có thể được khảo cứu trong tác phẩm Studien über Truppen-Führung (Nghiên cứu về việc điều binh, đã được dịch sang tiếng Anh với nhan đề Studies in Troop-leading), và có thể được tóm lược như là việc giả định một tình thế quân sự trên thực tế, được kế tiếp bởi một cuộc tranh cãi sôi nổi về các biện pháp nối tiếp nhau mà một tư lệnh, dù là của một lữ đoàn, sư đoàn hay một lực lượng lớn hơn, phải thực hiện sau đó, thông qua các mệnh lệnh và sự hiểu biết của mi2nhg về tình hình chung. Hàng loạt các vấn đề chiến thuật của chính Moltke, kéo dài từ năm 1859 cho đến năm 1889, đã góp phần rất lớn đến việc giáo dục các sĩ quan tuyển chọn trẻ tuổi được đào tạo dưới tay Verdy, nhưng Moltke thường đương đầu với một số lượng lớn những vấn đề riêng biệt, trong khi Verdy triển khai chi tiết hàng loạt các tình huống và tư tưởng chủ đạo rút ra từ một ngày hoặc một làm việc ở những đơn vị nhát định. Do đó, Moltke có thể được nhìn nhận là người chú trọng đến việc đề ra những ý tưởng và kế hoạch đúng đắn, trong khi Verdy chuyên về việc áp dụng chúng, nhưng dù sao đi chăng nữa thì đây chỉ đơn thuần là những khuynh hướng, chứ không phải là những quan điểm đối lập, trong việc giáo huấn các sĩ quan tham mưu Phổ vào giai đoạn phát triển nhận thức từ năm 1870 cho đến năm 1888. Về tất cả mọi vấn đề này, Moltke, Verdy và Bronsart von Schellendorf cộng tác chặt chẽ với nhau.
Vào năm 1876, Verdy được thăng cấp Thiếu tướng, và từ năm 1879 cho đến năm 1883, ông giữ một chân quan trọng trong Bộ Chiến tranh. Vào năm 1881, ông lên quân hàm Trung tướng. Vào năm 1887, ông được bổ nhiệm làm Thống đốc Straßburg, và vào năm 1888 ông được thăng cấp Thượng tướng Bộ binh. Từ năm 1889 cho đến năm 1890, ông trở thành Bộ trưởng Chiến tranh Phổ, và sau đó ông nghỉ hưu. Về sau, Trường Đại học Königsberg phong tặng bằng tiến sĩ danh dự cho ông vào năm 1894.
Julius von Verdy du Vernois từ trần vào năm 1910.

## Tác phẩm
- Studien über Truppen-Führung, Berlin 1873–1875
- Beitrag zu den Kavallerie-Uebungs-Reisen, Berlin 1876
- Beitrag zum Kriegsspiel, Berlin 1876
- Über Praktische Felddienst-Aufgaben, Berlin 1889
- Studien über den Krieg. Auf Grundlage des deutsch-französischen Krieges 1870/71, Berlin 1891
- Im Großen Hauptquartier 1870/71. Persönliche Erinnerungen, Berlin 1894, 3. Auflage. Berlin: Mittler, 1896, VI, 296 S.
- Studien über Felddienst. Neu bearbeitet auf Grund der Felddienst-Ordnung vom 20. Juli 1894, Berlin 1895
- Im Hauptquartier der Zweiten Armee 1866 unter dem Oberbefehl Seiner Königlichen Hoheit des Kronprinzen Friedrich Wilhelm v. Preußen, Berlin 1900
- Im Hauptquartier der Russischen Armee in Polen 1863–1865, Berlin 1905
- Grenz-Detachements, Berlin 1908